# Elemgasem
Elemgasem (podle božstva domorodých Mapučů) byl rod abelisauridního teropoda z kladu Brachyrostra a představoval sesterský taxon ke kladu Furileusauria. Žil v období rané svrchní křídy (geologický stupeň turon až coniak, asi před 94 až 86 miliony let) na území dnešní argentinské Patagonie (provincie Neuquén). Elemgasem byl menší až středně velký abelisaurid, největší známí zástupci této skupiny měřili na délku kolem 9 metrů.

## Objev a paleoekologie
Typový exemplář, dnes známý pod sbírkovým označením MCF-PVPH-380, byl objeven roku 2002 na lokalitě Sierra del Portezuelo nedaleko města Cutral Có. Formálně byl typový druh Elemgasem nubilus popsán v září roku 2022.
Fosilie tohoto abelisaurida byly objeveny v sedimentech geologického souvrství Portezuelo. Dalšími dinosaury, známými z tohoto souvrství, jsou teropodi Megaraptor, Patagonykus, Neuquenraptor, Pamparaptor a Unenlagia, dále sauropodní dinosauři Futalognkosaurus a Baalsaurus a dále dosud nepojmenovaní ornitopodi. Kromě dinosaurů tu byly objeveny také fosilie želv, krokodýlovitých plazů, ptáků nebo ptakoještěra rodu Argentinadraco.